# K-1 Lord of the Rings
K-1 Lord of the Rings – gala kick-boxingu organizacji K-1, która odbyła się 11 kwietnia 2003 w hali ASB Stadium w mieście Auckland.

## Rezultaty walk[1]

### "Super walki": K-1 MAX Rules / 3Min. - 5 rund
| Zawodnik 1 | vs. | Zawodnik 2 | Zwycięzca                              |
| ---------- | --- | ---------- | -------------------------------------- |
| Wan Chat   | vs. | Rex Redden | Redden zwyciężył w 1. rundzie przez KO |
| Ante Bilic | vs. | Jordan Tai | Mecz zakończył się remisem w 5 rundzie |

### Super walki: K-1 Rules / 3Min. - 5 rund
| Zawodnik 1     | vs. | Zawodnik 2   | Zwycięzca                                   |
| -------------- | --- | ------------ | ------------------------------------------- |
| Ivica Perkovic | vs. | Rony Sefo    | Sefo zwyciężył w 5. rundzie decyzją sędziów |
| Gordan Jukić   | vs. | Doug Viney   | Jukić zwyciężył w 2. rundzie przez TKO      |
| Josip Bodrozic | vs. | Andrew Peck  | Peck zwyciężył w 1. rundzie przez KO        |
| Daniel Marhold | vs. | Jason Suttie | Suttie zwyciężył w 3. rundzie przez KO      |